# Uden
Uden est une commune et un village des Pays-Bas de la province du Brabant-Septentrional.

## Localités
- Odiliapeel
- Uden
- Volkel

## Jumelage
La ville est jumelée avec Lippstadt depuis 22 octobre 1971. Lippstadt est une ville du land de Rhénanie-du-Nord-Westphalie, riche de près de 70 000 habitants.

## Personnalités liées à la commune
- Davy van den Berg (2000-), footballeur néerlandais né à Uden.